# Mniodendron sieberi
Mniodendron sieberi là một loài Rêu trong họ Hypnodendraceae. Loài này được (Müll. Hal.) A. Jaeger mô tả khoa học đầu tiên năm 1880.